# 천연자원보호협회
천연자원보호협회(Natural Resources Defense Council, NRDC)는 미국 뉴욕시에 위치한 비영리 국제 환경보호 시민단체이다. 1970년에 설립되었으며, 워싱턴 D.C., 샌프란시스코, 로스앤젤레스, 시카고, 베이징에도 사무소가 있다. 전세계 240만명의 회원이 있다.
한국에서는 천연자원보호협회, 자연자원방어위원회, 자연자원보존협회, 천연자원보호협의회, 천연자원보호위원회 등 다양하게 번역되고 있다.

## 같이 보기
- 반핵 운동
- 생물 다양성
- 환경 운동
- 녹색정치